# Triquetrella papillata
Triquetrella papillata là một loài Rêu trong họ Pottiaceae. Loài này được (Hook. f. & Wilson) Broth. miêu tả khoa học đầu tiên năm 1902.